# Bösdorf (Holsten)
Bösdorf er en by i det nordlige Tyskland, beliggende sydøst for Kiel under Kreis Plön, i delstaten Slesvig-Holsten. Bösdorf var ind til 1. januar 2014 en del af Amt Großer Plöner See, men har nu administration i byen Plön.

## Geografi
Bösdorf ligger ved Bundesstraße 76 omkring 6 km øst for Plön.
I kommunen ligger ud over Bösdorf landsbyerne og bebyggelserne Augstfelde, Börnsdorf, Dodau, Kleinmeinsdorf, Niederkleveez, Oberkleveez, Pfingstberg, Ruhleben, Sandkaten, Steinbusch og Waldshagen.
Kommunen ligger ved østbredden af delstatens største sø, Großer Plöner See i Naturpark Holsteinische Schweiz.